# 文化戦争: アメリカを定義するための争い
『文化戦争: アメリカを定義するための争い』（ぶんかせんそう アメリカをていぎするためのあらそい、Culture Wars: The Struggle to Define America）は、ジェームズ・デイヴィッド・ハンターによって著され、1991年に出版された本。この本は、進歩主義と保守主義という二つの文化の間において、アメリカの日常生活を定義しようとする争いが行われているという考えについて記述されている。この本は、妊娠中絶の権利、学校での宗教行為、同性愛者の権利など、現代的問題のいくつかの歴史的分析を行っている。